# 미디어로그
주식회사 미디어로그(Medialog)는 미디어 콘텐츠와 ICT 서비스 등을 위해 설립된, LG유플러스의 자회사다. 2015년 기준으로 LG유플러스가 지분 90% 이상을 보유하고 있다. U+알뜰폰 사업자인 U+유모바일을 운영하고 있다.

## 연혁
- 1999년 11월 LG교통정보사업부 (주)로터스에 인수
- 2000년 3월 (주)데이콤멀티미디어인터넷 설립
- 2000년 5월 (주)LG인터넷에 피인수
- 2002년 9월 (주)심마니 인수
- 2002년 11월 (주)데이콤의 천리안사업 인수
- 2004년 4월 게임, 솔루션, 복권사업 (주)나온소프트에 양도
- 2006년 3월 스트리지사업부문 (주)실트로닉에 양도
- 2012년 5월 (주)미디어로그로 사명 변경[5]
- 2014년 6월 유플릭스 서비스 론칭
- 2014년 7월 알뜰폰 사업 개시[6]
- 2020년 7월 방송채널사용사업 진출 (the LIFE 채널)
- 2020년 12월 드라마전문채널 론칭 (더 드라마) 채널
- 2021년 8월 디즈니채널코리아 인수
- 2021년 10월 1일 키즈전문채널 론칭 (the KIDS 채널)
- 2024년 1월 1일 방송채널사용사업이 LG헬로비전으로 양도

## 사업 분야
- 영화 수입/배급/투자 (대한민국 국내 및 해외영화)
- 콘텐츠 제작/편성/운영 (디지털 라이징, 프리뷰 제작)
- 콘텐츠 유통 플랫폼 운영 (천리안, LG U+ 플랫폼 운영)
- ICT 기술 (Consulting, R&D, Solution, SI, SM, UX Design)
- 모바일 서비스 (LG U+ 서비스 운영)
- 알뜰폰(MVNO) : U+유모바일